# The Mustard Seeds
The Mustard Seeds (dt. für „Senfsamenkörner“) ist eine US-amerikanische Rockband, die 1993 gegründet wurde und sich 1999 auflöste, sich aber 2007/2008 noch einmal kurz reformierte.

## Geschichte
Die Bissonette-Brüder Matt und Gregg, die für David Lee Roth und Joe Satriani als Rhythmussektion gearbeitet hatten, entschieden 1993, der Lohnarbeit für andere überdrüssig, eine eigene gemeinsame Band zu gründen. Da ihnen der Klang von zwei Gitarren gefiel, suchten sie nicht nach einem Sänger und einem Gitarristen, sondern gezielt nach zwei gesangsbegabten Gitarristen. Sie engagierten George Bernhardt aus Toronto, der in Metal-Bands wie der von Lee Aaron und in Beau Nasty gespielt hatte, und Doug Bossi aus Austin (Texas). Sie verständigten sich auf den Namen „The Grateful Dudes“, der bald zu „Acid Rain“ wurde und noch einmal – da war 1994 schon angebrochen – in „The Mustard Seeds“ geändert wurde. Damit spielten sie auf das Bibelgleichnis vom Senfkorn an. Predigen wollte man aber nicht, als christliche Band wollte man genau so wenig angesehen werden. Man wollte lediglich der Weinerlichkeit des Grunge einen Optimismus entgegenstellen.
Nach dem Garagen-Dasein wagte man sich zunächst in kleine Live-Schuppen, wo man hauptsächlich Coverversionen spielte. Im Juni 1994 nahm man die erste Platte in Angriff und schrieb erst einmal weitere eigene Lieder. 1995 ging man mit den ausgearbeiteten Ideen ins Studio. Das ohne großen Produktionsaufwand eingespielte und anschließend selbstbetitelte Album erschien im Januar 1996 bei Entourage Records. Der bekannte Musikmanager Doc McGhee von McGhee Entertainment (Mötley Crüe, Kiss, Bon Jovi) nahm sich der Gruppe an. Durch seine Bekanntschaft mit dem deutschen Managerkollegen Uwe Block vermittelte er sie nach Deutschland, wo sie von Block vertreten und dadurch ihr Album produktionstechnisch überarbeitet und die Band selbst für Festivalauftritte gebucht wurde. Gregg Bissonette hatte die Band bereits in der ersten Jahreshälfte 1995 verlassen, um den gut bezahlten Schlagzeuger-Job auf Totos viermonatiger Europatournee anzunehmen. Für ihn war Jorge Palacios gekommen, der nun in den Genuss der Deutschlandreise kam. Die von Block initiierte Promotionmaschine lief an und umfasste neben den erwähnten Festivalbuchungen Interviewtermine, Showcases, eine Clubtour, Fernsehauftritte, wobei ein 45-minütiges Special auf VIVA den Höhepunkt markierte, sowie den Einsatz des Liedes Quicksand in der Mustang-Jeans-TV- und -Kinowerbung. Für Quicksand war ebenso wie für Cats & Dogs ein Videoclip hergestellt worden, der Anklang bei den Musikfernsehsendern fand.
Zurück in den USA, eröffnete die Band Shows für Joe Satriani und Dishwalla. Auf der Erfolgswelle schwimmend, erlaubte man sich, 1997 eine enorme Zahl (die Band-Homepage spricht von 100) an neu geschriebenen Liedern mit vielen verschiedenen Produzenten aufzunehmen, aus der die zehn besten für das Album Red ausgewählt wurden. Das Album erschien 1998 in den USA bei Radio Mafia Records und im August 2000 in Europa bei Ear Candy Records. Nach einem Engagement als Begleitband in Japan Anfang 1998 und der Unterstützung von Gregg Bissonette bei seinem ersten Soloalbum verließ Bossi die Band und wurde durch Mike Wallace ersetzt, der sich Anfang 1999 an der Vorproduktion neuer Lieder beteiligte. Aus unbekannten Gründen löste sich die Band später im Jahr jedoch auf. Für die einzelnen Mustard-Seeds-Musiker brachen mit eigenen Projekten, Session-Jobs, Produzenten-Tätigkeiten und Songwriting-Aktivitäten ausgefüllte Jahre an.
Im Januar 2007 kamen Matt und Gregg Bissonette überein, Bossi und Bernhardt in das Gedankenspiel einer Reunion der Urbesetzung einzubeziehen. Der Gedanke wurde in die Tat umgesetzt. Sogar der eigentlich nicht notwendige Schlagzeuger Jorge Palacios wurde eingeladen. Innerhalb einer Woche hatten die fünf Hauptakteure der Mustard-Seeds-Historie ein Dutzend neue Stücke beisammen, die für ein weiteres Album geeignet waren. Veröffentlicht wurde das schlicht III betitelte Werk parallel als Download und CD im Online-Vertrieb. Ab Juni 2008 gingen die Musiker wieder getrennte Wege.

## Stil

### Musik
Das Promotionblatt, gemeinhin als Waschzettel bezeichnet, sieht bei den Harmonien die Beatles als Vorbild und bei den Grooves King’s X. Es ergebe sich, heißt es dort, eine „außergewöhnliche Vielseitigkeit […] irgendwo zwischen Beatles, Foo Fighters und Jellyfish“. Das Branchenmagazin MusikWoche schrieb: „Die Mustard Seeds setzen auf zeitgemäßen Rock, der traditionelle Elemente mit modernen Grunge- und dezenten Crossover-Sounds der Gitarren vereint.“
1998 wurde im Musikexpress angegeben, die Musik der Band liege im Spannungsfeld zwischen Nine Inch Nails, Weezer, Alice in Chains und Blues Traveler. Im Jahr 2000 war von „Power-Pop“ mit Beatles-Harmoniegesang und Byrds-Gitarrenklang, der auch mal zu einem Metal-Riff anschwellen könne, die Rede. Im Rolling Stone ordnete man 1996 der Band für jede Dekade einen musikalischen Paten zu. In den 1960ern wären es die Beatles gewesen, in den 1970ern Boston, in den 1980ern Hüsker Dü und in den 1990ern The Offspring. Die Musik beschreibend, wurde hinzugefügt, es gebe eine erfreuliche Streubreite „[z]wischen den geschmeidigen Harmonien und den brüsken Grunge-Ausbrüchen“. Vier Jahre später wurden Ähnlichkeiten mit Jellyfish und The Offspring ausgemacht und als Stilbezeichnung „Alternative Pop“ gefunden. Noch einmal ein Jahr später lautete die Stilangabe „harmonieverliebter Alternative-Rock“.
Sowohl Tore Wijnfurth als auch Jörg Staude griffen im Metal Hammer den Vergleich mit den Beatles und mit King’s X auf, während deren Kollege Andreas Schöwe bei einem Festival-Bericht den Begriff „College Rock“ verwendete. Sabine Weisser schrieb, ebenfalls im Metal Hammer, über Red: „Während die Mustard Seeds einerseits mit großer Stilvielfalt glänzen, zeigen sie uns auch, wie viel man mit reduzierten Mittel [sic] erreichen kann. Und neben Songs zum Nachdenken gibt es auch einige Ohrwürmer.“ Zum selben Album bemerkte Michael Rensen im Rock Hard, es handele sich um „Relax-Rock“. Die beiden Pole, zwischen denen sich die Band bewege, seien deutlich die Foo Fighters sowie King’s X-Chef Ty Tabor. Die Aufnahmen waren zwar schon etwas älter, aber die Brüder Bissonette und Ty Tabor bildeten zu dieser Zeit gerade (gemeinsam mit dem Ex-Dream-Theater-Keyboarder Derek Sherinian) die Band Jughead.
Oliver Kube assoziierte in der Visions neben den allgemein zitierten Beatles und King’s X die Grunge-Erfinder Nirvana. Für die Website The Phantom Tollbooth klingen The Mustard Seeds nach King’s X, der christlichen Band PFR aus Nashville und der Funk-Metal-Band Extreme aus Boston. Zusammengenommen ergebe dies Alternative Rock.

### Texte
Dass die Texte nicht aufdringlich christlich sind, stellte unter anderem The Phantom Tollbooth fest. So komme das Wort „God“ lediglich ein einziges Mal vor.
Im Pressetext zur Red-Veröffentlichung wurde die hinter den Liedtexten stehende Intention im Originalton wiedergegeben: „Misstände [sic] erregen unsere Aufmerksamkeit, aber wir forschen nach einem Happy End. Der Eindruck unserer Musik mag sich von den Aussagen unserer Texte unterscheiden. Unsere Songs sind Geschichten über Menschen, und diese sind meistens auf der Suche nach sich selbst. Sie alle sind dabei zu lernen, Entscheidungen zu treffen. Manchmal sagen wir, was unsere Lösung gewesen wäre, manchmal tun wir dies nicht.“ Gegenüber der MusikWoche erklärte Matt Bissonette: „Wir erzählen von Leuten, die auch schon mal in schwierigen Situationen stecken, die dann aber versuchen, die Dinge selbst in die Hand zu nehmen und eine Lösung oder Linderung ihrer Probleme zu finden, statt dauernd zu klagen.“ Die, die sich mit den Texten beschäftigt haben, loben die Einfälle und die Umsetzung.

## Diskografie
- 1996: The Mustard Seeds (Album, Entourage Records, überarbeitete Version: Marlboro Music)
- 1996: Cats & Dogs (Single, Marlboro Music)
- 1996: Life Goes On (Single, Marlboro Music)
- 1996: Quicksand (Single, Marlboro Music)
- 1996: The Mustard Seeds (Limitierte EP, Marlboro Music)
- 1997: Rosemarie (Single, Marlboro Music)
- 1998: Red (Album, Radio Mafia Records, 2000 in Europa: Ear Candy Records)
- 2008: III (Download oder Online-Vertrieb über CD Baby Music)